# Bibiche
Bibiche é uma comuna francesa na região administrativa de Grande Leste, no departamento de Mosela. Estende-se por uma área de 12,52 km². Em 2010 a comuna tinha 459 habitantes (densidade: 36,7 hab./km²).